# Nipponanthemum
Nipponanthemum (лат.) — монотипный род двудольных растений семейства Астровые (Asteraceae), представленный видом Nipponanthemum nipponicum (Franch. ex Maxim.) Kitam.. Выделен японским ботаником Сиро Китамурой в 1978 году.
Nipponanthemum nipponicum ранее описывался как представитель рода Хризантема (Chrysanthemum), к нему применялось название Chrysanthemum nipponicum Franch. ex Maxim.basionym. Систематическое положение рода Nipponanthemum пока остаётся неясным.

## Распространение, описание

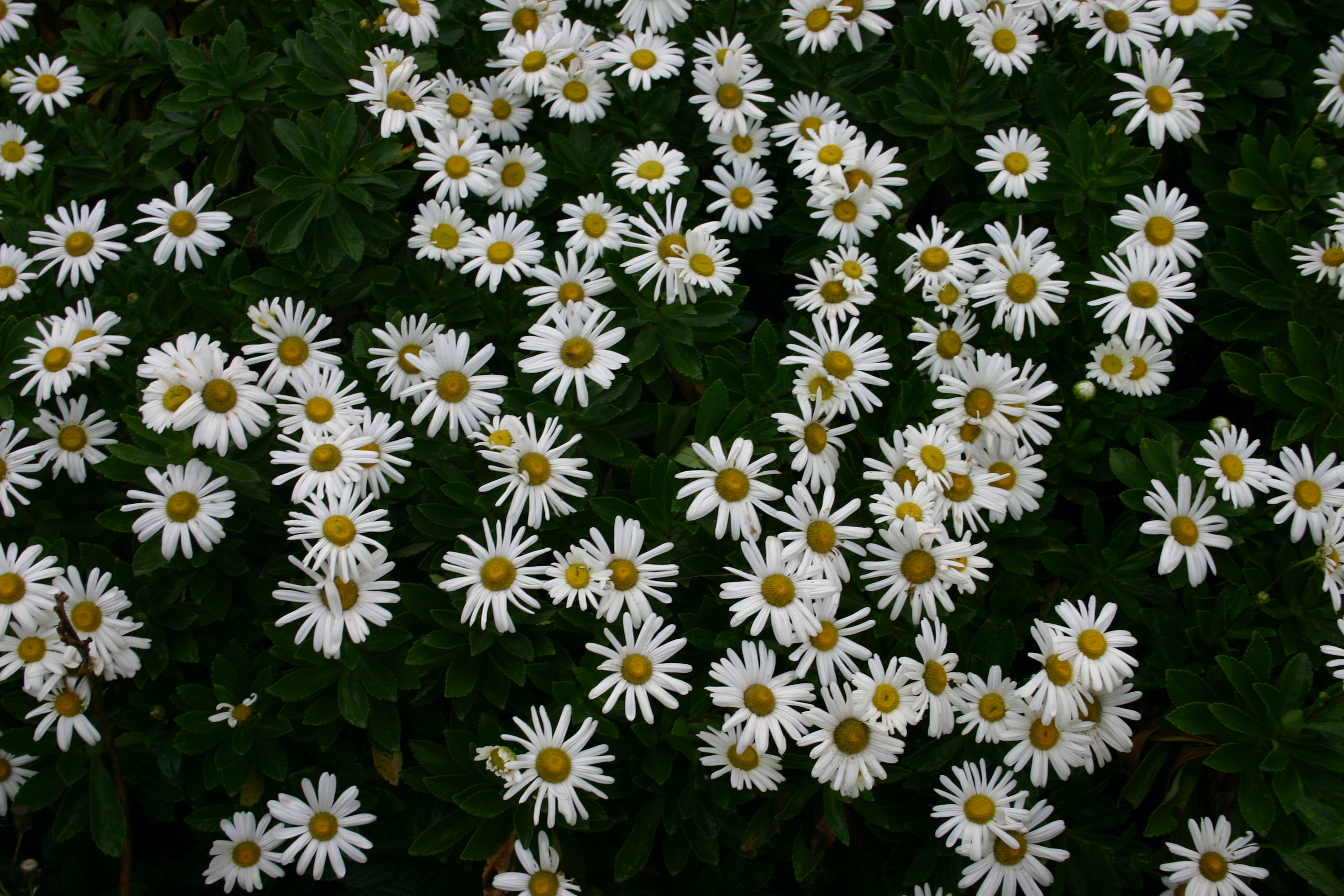
Группа цветущих Nipponanthemum nipponicum

Единственный вид является эндемиком Японии, распространённом на севере острова Хонсю.
Кустарники. Листья очерёдные, широкие, жилистые, обратнояйцевидной формы; листва у верхушки растений гуще. Соцветие-корзинка одиночная, довольно крупного размера.
Число хромосом — 2n=18.

## Значение
Культивируются. Выращиваются как декоративные растения.